# 82 (број)
82 је природан број који се јавља после броја 81, а претходи броју 83.

## У математици
82 је:
- полупрост број.
- срећни број.[1]
- Пел број.

## У науци
- атомски број олова.
- Месје 82, спирална галаксија у сазвежђу Велики медвед.